# 티베탄 마스티프
티베탄 마스티프(Tibetan Mastiff, Do-khyi)는 티베트고원을 서식지로 하는 사냥견으로 흔히 ‘티베트 개’라고도 하는 희귀견종이다. 중국에서는 '사자견’(藏獒, Zàng áo) 또는 ‘시찬아오추안’(西藏獒犬, Xīzàng áoquàn)이라고 "동방신견’(東方神犬)이라는 별명도 있다. 티베트에서는 티베트어: དོ་ཁྱི། 도키라고 부른다.티베탄 마스티프는 옛날에 중국 동물원에서 잘 꾸며 사자라고 관람객에게 속이기까지 했다. 그정도로 사자처럼 잘생겼다는 것이다.

## 특징
성견은 최고 80 cm, 몸무게 100kg을 넘어 튼튼한 골격과 넓은 이마를 가지고 있다. 성격은 침착하고 의심스러운 사태가 생겼을 때에 큰 소리로 짖지 않고, 낮은 신음 소리를 지른다. 사육 개로는 목 주위의 갈기처럼 털이 난 “사자형”과 “호랑이형”으로 나뉜다. “사자형”은 또한 머리 긴 “큰사자 탈형”과 짧은 “작은사자 머리형”으로 나뉜다. 머리색은 주로 검은색, 붉은 털, 금흑색, 회색, 흰색, 노란색으로 나뉜다. 꼬리털은 길게 있기 때문에 중국에서는 국화꽃에 비유되고 있다. 고관절형성부전이 되기 쉽다.

## 역사
고대시대부터 몽골, 중앙아시아, 티베트의 유목민이 군견, 사냥견, 목양견 또는 경찰견, 감시견으로 사육한 세계적으로도 전투력이 가장 강력한 군견 혹은 사냥견의 원종으로 볼 수 있다. 세계최강국 몽골제국의 칭기스칸은 세계정복할때 몽골제국군 기병대들의 군견으로 3만 마리의 사자견(티베탄 마스티프) 군견들을 군단으로 거느리고 세계정복전쟁을 했다고 전해지고 있다. 또한 마르코 폴로는 “세계의 기술”(이른바 동방견문록)에서 “당나귀처럼 높고, 사자처럼 강하고 힘찬 목소리, 흉포하고 용맹하고 대담하다”고 설명한 개가 티베탄 마스티프를 가리킨다고 추측되고 있다. 19세기 초 티베트에서는 서서히 천연기념물이 되가고 있었지만, 다른 나라의 사육업자가 이를 안타까워하면서 보다못해 사육했고, 조지 4세도 두 마리를 소유하고 있었다. 중국에서는 국가 제2류 보호 동물로 지정되어 있다.

## 현황
현재 중국에서의 가격은 1 마리 10만 위안에서 1000만까지도 있지만, 대체로 부유층 사이에서 부의 과시의 상징으로 인기를 얻고 있다. 사자머리형의 목에 털이 있어 강력한 숫사자처럼 보이는 견종이 선호된다. 베이징 주변에 여러 사육장이 있고, 미래에 수출도 노리고 있다.

## 같이 보기
- 오수개
- 라사압소
- 티베탄 테리어
- 차우차우